# Pluralism cosmic

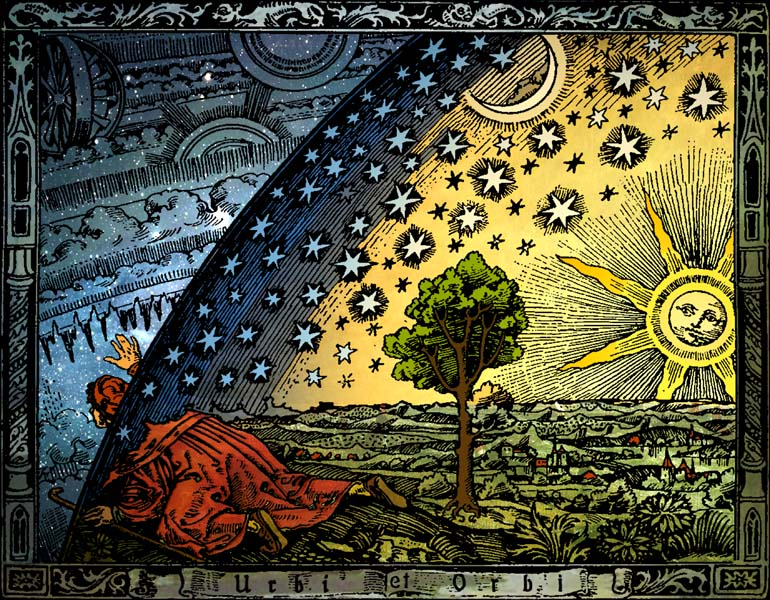
Urbi et orbi, autor necunoscut, gravură (publicată pentru prima dată în L'atmosphère: météorologie populaire de Camille Flammarion, Paris, 1888). Versiune colorată: Heikenwaelder Hugo, Viena 1998.

Pluralismul cosmic (pluralitatea lumilor sau pur și simplu pluralism) descrie credința filosofică în existența a numeroase altor „lumi”  în plus față de Pământ (eventual un număr infinit) care adăpostesc viața extraterestră. 
Dezbaterea asupra pluralismului a început ca un argument metafizic abstract în timpul lui Anaximandru (cca. 610 - cca. 546 î.Hr.) și a lui Thales (cca. 600 î.Hr.) cu mult timp înainte de concepția științifică a lui Copernic că Pământul este una dintre numeroasele planete din Univers. Dezbaterea a continuat, într-o varietate de forme, până în epoca modernă.

## În gândirea modernă
La sfârșitul secolului al XIX-lea - începutul secolului al XX-lea termenul de "pluralism cosmic" a devenit în mare măsură arhaic pe măsură ce cunoștințele s-au diversificat și speculațiile privind viața extraterestră s-au axat pe anumite organisme și observații. Cu toate acestea, dezbaterea istorică continuă cu paralele moderne. Carl Sagan si Frank Drake, de exemplu, ar putea foarte bine să fie considerați "pluraliști", în timp ce susținătorii ipotezei Pământului rar sunt scepticii moderni.